# Beta Sextantis
Désignations
Beta Sextantis (β Sextantis / β Sex), est une étoile variable de la constellation équatoriale du Sextant. Avec une magnitude apparente visuelle de 5,07, elle est faiblement visible à l’œil nu sous un ciel noir. D'après l'échelle de Bortle, elle peut être vue sous un ciel suburbain fortement éclairé. La distance de cette étoile, sur la base d'une parallaxe annuelle of 8,96 mas, est d'environ ∼ 365 a.l. (∼ 112 pc).
Beta Sextantis a servi comme standard primaire dans le système de classification spectrale MK avec un type spectral B6 V, indiquant qu'il s'agit d'une étoile bleu-blanc de la séquence principale. Cependant, Houk et Swift (1999) lui attribuent un type B5 IV/V, suggérant qu'elle pourrait être en train d'évoluer vers une étoile sous-géante. Elle a également servi comme standard photométrique dans le système photométrique uvby, mais elle est aussi classée comme variable de type Alpha2 Canum Venaticorum avec une période suspectée de 15,4 jours. Cette période très longue est en désaccord avec une vitesse de rotation projetée relativement élevée de 85 km/s, laissant de fait la variabilité sans explication,.